# الافیارو
الافیارو (به لاتین: Alafiarou) یک منطقهٔ مسکونی در بنین است که در استان بورگو واقع شده‌است.